# Parque de Santa María (metrostation)
Parque de Santa María is een metrostation in het stadsdeel Hortaleza van de Spaanse hoofdstad Madrid. Het station werd geopend op 11 april 2007 en wordt bediend door lijn 4 van de metro van Madrid.